# Lee Jung-soo
Lee Jung-soo (sinh ngày 8 tháng 1 năm 1980) là một cầu thủ bóng đá người Hàn Quốc.

## Đội tuyển bóng đá quốc gia
Lee Jung-soo thi đấu cho đội tuyển bóng đá quốc gia Hàn Quốc từ năm 2008.

## Thống kê sự nghiệp
| Đội tuyển bóng đá Hàn Quốc | Đội tuyển bóng đá Hàn Quốc | Đội tuyển bóng đá Hàn Quốc |
| Năm                        | Trận                       | Bàn                        |
| -------------------------- | -------------------------- | -------------------------- |
| 2008                       | 5                          | 0                          |
| 2009                       | 12                         | 1                          |
| 2010                       | 17                         | 3                          |
| 2011                       | 14                         | 1                          |
| 2012                       | 6                          | 0                          |
| 2013                       | 1                          | 0                          |
| Tổng cộng                  | 55                         | 5                          |